# ガープスの書籍一覧
ガープスの書籍一覧（ガープスのしょせきいちらん）は、スティーブ・ジャクソン・ゲームズやその他のライセンスを受けた出版社から出版されたテーブルトークRPGガープスの書籍の一覧。

## 日本語訳および日本独自のサプリメント
ガープス第3版は、文庫本が角川スニーカー文庫および 角川スニーカーG文庫(角川書店) から出版され、『ガープス・ベーシック完訳版』  以降からサプリメントが大型本になり富士見書房 から出版されるようになった。ホビーベースから出版されている『ガープス・リボーンリバース』 と新紀元社から出版されている『ガープス・ユエル サプリメント かくて世界は広がった』 を除き大型本はすべて富士見書房から出版されている。

### 第4版

#### 汎用ルール
- ガープス・ベーシック【第4版】キャラクター [4] - 2005年刊、第4版のキャラクター作成に関するルール。GURPS Basic Set: Characters [5] の日本語訳）※第4版からはベーシックはキャンペーンと分割された。
- ガープス・ベーシック【第4版】キャンペーン [6] - 2006年刊、第4版のキャンペーン作成に関するルール。GURPS Basic Set: Campaigns [7]の日本語訳）※第4版からはベーシックはキャラクターと分割された。
- ガープス・ライト・カスタム - ベーシックの簡易ルール。第4版の英語版は、「e23」よりPDFでダウンロード可能[8]。日本語アレンジ版は『ガープス・ライト・カスタム』[9]としてRole&Rollのバックナンバー『Role&Roll SP2』に掲載。
- ガープス・魔法大全 [10] - 魔法。第3版に対応している『ガープス・マジック完訳版』[11]と『ガープス・グリモア完訳版』[12]の呪文データを含む。大型本。※第4版に対応した GURPS Magic の日本語訳。
  - 呪文前提条件表 - 「e23」でPDFで無料配布されている GURPS Magic Spell Charts [13] の日本語訳。Role&Rollのバックナンバー『Role&Roll vol.41』[14]『Role&Roll vol.42』[15]に掲載。

#### 独自世界
- ガープス・ソーサル・カンパニー（魔法血社経営）※『ガープス・ベーシック第4版』、『ガープス・魔法大全』 [10]対応。リプレイ。文庫本『魔法の会社で大もうけ!―ソーサルカンパニー・リプレイ』（ISBN 978-4-8291-4513-5）に詳細なルールを記載。
- ガープス・ユエル [16] - 中世西洋風ファンタジー。『ガープス・ルナル』[17]の世界観の続編という扱い。一部が第4版に対応。大型本。
  - ガープス・ユエル・サプリメント かくて世界は広がった [3] - 『ガープス・ユエル』[16] のサプリメント ガープス・ベーシック第4版に対応。大型本。新紀元社から出版。
- ガープス・リボーン・リバース [2] - 正義のヒーローユウレイもの。ホビーベースから出版。

### 第3版

#### 汎用ルール
- ガープス・ベーシック [18] - 基本ルール。文庫、1992年刊。Third Edition GURPS Basic Set[19] の日本語訳。
- ガープス・ベーシック完訳版 [1] - 基本ルール。1999年刊。『ガープス・ベーシック』[18] より未訳部分を追加。GURPS Basic Set Third Edition, Revised [20] の日本語訳。大型本。ハードカバー。
- ガープス・ライト - 基本ルールの簡易版。ガープス・ドラゴンマークに収録。第3版のGURPS Lite の日本語訳。
- ガープス・スーパーライト - ガープス・パワーアップに収録。ガープス・ライトの増補修正版。
- ガープス・マジック [21] - 魔法。文庫。GURPS Classic: Magic [22][注釈 1] の日本語訳。
- ガープス・マジック完訳版 [11] - 魔法。『ガープス・マジック』 [21] より未訳部分を追加し、GURPS Classic: Magic Second Edition [23]を底本とした大型本。
  - ガープス・グリモア完訳版 [24] - 『ガープス・マジック完訳版』[11]のサプリメント。魔法の追加と拡張。大型本。GURPS Grimoire [12] の日本語訳。
- ガープス・サイオニクス [25] - 超能力。文庫。GURPS Psyonics の日本語訳。
- ガープス・マーシャルアーツ[26] - 格闘技・武術。文庫。GURPS Classic: Martial Arts (First Edition) [27][注釈 2]の日本語訳。
- ガープス・マーシャルアーツ完訳版 [28] - 格闘技・武術。『ガープス・マーシャルアーツ』[26]より未訳部分を追加し、GURPS Classic: Martial Arts の Second Edition [29]を翻訳した大型本。
- ガープス・サイバーパンク[30] - サイボーグ、ニードラー、ジェットガン、レーザーなどの近未来技術。文庫。GURPS Cyberpunk [31] の日本語訳。
- ガープスがよくわかる本 ISBN 978-4-04-461403-4 - 初心者向けガープス第3版入門書。文庫。

#### 独自世界
- ガープス・ルナル [17] - 中世西洋風ファンタジー。文庫。
  - 鬼面都市の冒険―ガープス・ルナル・アドベンチャー ISBN 978-4-04-461421-8 - シナリオ集。文庫。
  - ガープス・ルナル・モンスター―7つの月の世界の怪物たち ISBN 978-4-04-461424-9 - モンスター集。動物の群れのルール。騎乗戦闘ルール。文庫。
  - ガープス・ルナル・コンパニオンズ―7つの月の世界の住人たち ISBN 978-4-04-461430-0 - データ集。文庫。
  - 月を追うものたち―ガープス・ルナル・アドベンチャー ISBN 978-4-04-461433-1 - シナリオ集。文庫。
- ガープス・ルナル 完全版 [32] - 従来の『ガープス・ルナル』 [17] に不足・分散していたデータを補足。単行本。
- ガープス・ユエル ISBN 978-4-8291-7595-8 - 中世西洋風ファンタジー。ルナル [17] の続編。一部第4版に対応。大型本。
- ガープス・妖魔夜行[33] - 正義のヒーロー妖怪もの、未訳のサプリメント GURPS Classic: Supers [34][注釈 3] がアレンジされ組み込まれている。文庫。
  - ガープス・妖魔夜行・妖怪伝奇 ISBN 978-4-04-461426-3 - データ・シナリオ集。文庫。
  - ガープス・妖魔夜行・アドベンチャー 妖魔壮の怪事件 ISBN 978-4-04-461431-7 - シナリオ集。文庫。
  - 闇紀行―ガープス・妖魔夜行・データ集 ISBN 978-4-04-461432-4 - データ集。文庫。
- ガープス・百鬼夜翔 [35] - 妖魔夜行の続編。大型本。
- ガープス・コクーン [36] - 中世西洋風コミカル・ファンタジー。文庫。
  - ガープス・コクーン・アドベンチャー 騒げ、悪党たち！ ISBN 978-4-04-488304-1 - シナリオ・データ集。文庫
- 武神降臨 ガープス・マーシャルアーツ・アドベンチャー ISBN 978-4-04-488601-1 - 格闘トーナメント。『ガープス・マーシャルアーツ』[26]のサプリメント。文庫。
- ガープス・リング★ドリーム―女子プロレス最強伝説 [37] - 女子プロレス。文庫。
- ガープス・ドラゴンマーク [38] - パラレル・ワールド移動型ヒーロー。
- ガープス・パワーアップ [39][注釈 4] - 以下4つの背景世界と専用ルールを1冊に収録。
  - マジカルシーフ（漫画風怪盗）
  - ソーサルナイツ・アカデミー（魔法戦士訓練生）
  - ミステリアス・キャッツ（猫ファンタジー）
  - 武侠ウォリアーズ（香港映画風格闘）

#### アクセサリ
- ガープス・マスタースクリーン ISBN 978-4-04-714511-5 - 三つのパネルで構成されるガープス・ベーシック第3版 [18] 用マスタースクリーン。基本ルールの表に加えて『ガープス・マジック』 [21] の呪文表、呪文前提条件表、『ガープス・ルナル』 [17] のデータ・シナリオを同梱。

## 原書のルールブックおよびサプリメント

### 第4版に対応したルールブックとサプリメント
サプリメントの分類はデザイナー発言による。

#### 基本ルール
- GURPS Basic Set: Characters [5] - 『ガープス・ベーシック【第4版】キャラクター』[4]の原書。
- GURPS Basic Set: Campaigns [7] - 『ガープス・ベーシック【第4版】キャンペーン』[6]の原書。
- GURPS Lite [8] - 『ガープス・ライト・カスタム』[9]の原書。e23で無料配布され、GURPS GM's Screen にも同梱されている。
- GURPS Ultra-Lite [40] - GURPS Liteよりもさらにシンプルな基本ルール。ポケットサイズに折りたたんで持ち運ぶことができる。
- GURPS Mass Combat [41] - 第3版対応の GURPS Compendium II [42]に載っていた集団戦闘ルールを大幅に拡張。陸・海・空・宇宙などあらゆる大規模戦闘が処理できる。

#### ルール拡張系サプリメント (Rulebooks)
基本ルールのある一部分を拡張したもの。ジャンルやゲーム世界を問わず使うことができる汎用的なサプリメント。
- GURPS Magic [43] - 『ガープス・魔法大全』 [10]の原書。
- GURPS Powers [44] 特徴をベースとして、超人パワー、宇宙パワー、超能力、神通力、精霊力、気の力などあらゆる特殊能力・超常能力を統一的に扱ったサプリメント。第3版対応の GURPS Classic: Supers [34] と GURPS Psionics [45]（『ガープス・サイオニクス』[25]）のうち、ジャンル・背景世界に関わらない部分を改訂して取って代わるものとなっている。
- GURPS Martial Arts [46]- 格闘技・格闘家のガープスでの扱い方をはじめとして、素手、白兵、長射程にわたる幅広い戦闘ルールを拡張するサプリメント。『ガープス・マーシャルアーツ』[26][28]の第4版対応版。
- GURPS Thaumatology - ISBN 978-1-55634-758-0 ベーシックとマジックの標準的な魔法に多彩なオプションを追加するほか、儀式魔法、即興魔法など全く新しい魔法ルールも記述したサプリメント。
  - GURPS Thaumatology: Magical Styles - 技能、呪文のグループ化、初心者のウィザードに便利な呪文リストなどを扱う GURPS Taumatology 用のサプリメント。
  - GURPS Thaumatology: Urban Magics - 都市で魔法を使う方法や魔法で都市を活性化させることなどができる GURPS Thaumatology 用サプリメント。
- GURPS Power-Ups - キャラクターに新しい能力を追加するサプリメントのシリーズ。
  - GURPS Power-Ups 1: Imbuements - ISBN 978-1-55634-791-7 ミニサプリメント。手持ちの装備に超常的効果を与える Imbuements という新特徴を紹介。
  - GURPS Power-Ups 2: Perks - ミニサプリメント。1CPの特典だけを一冊に集めたもの。
- GURPS Psionic Powers [47] - 『ガープス・ベーシック第4版』と GURPS Powers [44]の「特徴」と「修正」を用いて作られた既製の超能力によって超能力を持つPCの作成を容易にしたサプリメント。第3版用 GURPS Psionics [45]（『ガープス・サイオニクス』[25]）のように技能レベルとパワーレベルという2つの値を設定して超能力を扱うことが可能になった。
  - GURPS Psis GURPS Psionic Powers [47] のデータで作ったキャラクターの作成を補助するキャラクターテンプレート集。

#### ジャンル系サプリメント (Genre Books)
ファンタジー物、宇宙物といった一つのジャンルを特定の背景世界によらないで紹介し、そのジャンルに適したキャラクターとキャンペーンの作り方を説明したサプリメント。
- GURPS Fantasy - ISBN 1-55634-519-4 ファンタジー物についてのサプリメント。
- GURPS Space - ISBN 1-55634-245-4 宇宙SF物についてのサプリメント。
- GURPS Mysteries - ISBN 978-1-55634-761-0 ミステリー物についてのサプリメント。
- GURPS Supers - ISBN 978-1-55634-771-9 アメコミ超人物についてのサプリメント。第3版では超人的な能力とアメコミ的な世界観とが一冊の GURPS Classic: Supers[34] というサプリメントに渾然一体と書かれていたが、第4版では能力のルール部分は基本的に GURPS Powers [44] に書かれ、GURPS Supers はジャンルを扱った本という役割分担がなされている。
- GURPS SEALs in Vietnam - ベトナム戦争を舞台にしたSEALsに関する軍事物についてのサプリメント。
- GURPS Lands Out of Time - 恐竜パニック物についてのサプリメント。
- GURPS Dungeon Fantasy - ダンジョン物についてのミニサプリメント。
  - GURPS Dungeon Fantasy 1: Adventurers ISBN 978-1-55634-787-0
  - GURPS Dungeon Fantasy 2: Dungeons ISBN 978-1-55634-788-7
  - GURPS Dungeon Fantasy 3: The Next Level ISBN 978-1-55634-789-4
  - GURPS Dungeon Fantasy 4: Sages ISBN 978-1-55634-790-0
  - GURPS Dungeon Fantasy 5: Allies
  - GURPS Dungeon Fantasy 6: 40 Artifacts
  - GURPS Dungeon Fantasy 7: Clerics
  - GURPS Dungeon Fantasy 8: Treasure Tables
  - GURPS Dungeon Fantasy 9: Summoners
  - GURPS Dungeon Fantasy 10: Taverns
- GURPS Action - ハリウッドアクション映画的なゲーム世界についてのミニサプリメント。
  - GURPS Action1: Heroes
  - GURPS Action2: Exploits
  - GURPS Action3: Furious Fists
- GURPS Martial Arts: Gladiators - グラディエーター(剣闘士)やアリーナでの戦闘についての GURPS Martial Arts [46]についてのサプリメント。
- GURPS Gun Fu - ガンフー物についてのサプリメント。
- GURPS Thaumatology: Alchemical Baroque - 神秘的な話の歴史と探索や啓発の迫真性との間に存在するThe Known Landsに関する GURPS Thaumatologyのサプリメント。第3版対応のサプリメント GURPS All-Star Jam 2004[48] に登場する素材を含む。

#### カタログ系サプリメント (Catalogs)
アイテム、車両、モンスターといった一つのテーマのもとに、ゲーム用のデータを列記したもの。ジャンルやゲーム世界を問わず使うことができる汎用的なサプリメント。
- GURPS High-Tech ISBN 978-1-55634-770-2 - 名刺から対戦車ミサイルまで、TL(文明レベル)5 - 8（産業革命期〜現代）の技術で実現される多彩なアイテムを集めたサプリメント。第3版対応の GURPS High-Tech、GURPS Modern Firepower と GURPS Covert Ops の一部を改訂して取って代わるものとなっている。
- GURPS Ultra-Tech ISBN 978-1-55634-753-5 - 太陽電池から分解光線銃まで、TL9 - 12の未来技術（と超科学）で実現される多彩なアイテムを集めたサプリメント。第3版対応の GURPS Ultra-Tech, GURPS Ultra-Tech 2, GURPS Cyberpunk [31] （ガープス・サイバーパンク[30]）、GURPS Psionics [45]（『ガープス・サイオニクス』[25]）、GURPS Robots, Transhuman Space のうち、ジャンル・背景世界に関わらない部分を改訂して取って代わるものとなっている。
- GURPS Bio-Tech ISBN 1-55634-752-9 TL5 - 12 - （産業革命期以降）の医学、薬学、バイオテクノロジーで実現される多彩なアイテムを集めたサプリメント。
- GURPS Spaceships ISBN 978-1-55634-775-7 - 様々な宇宙船とその設計ルール、宇宙船同士の戦闘ルールを扱ったミニサプリメント。
  - GURPS Spaceships 2: Traders, Liners, and Transports - 12の惑星データ、星間商船、定期船、貨物船、豪華客船などを扱ったミニサプリメント。
  - GURPS Spaceships 3: Warships and Space Pirates - 巡回船、フリゲート艦から星間巡洋艦、戦艦までの宇宙船、ヘクスを使用したスペースコンバット(宇宙戦闘)システム、カウンターやスケールモデルによるチェイスなどを扱ったミニサプリメント。
  - GURPS Spaceships 4: Fighters, Carriers, and Mecha - 宇宙戦闘員と宇宙航空母艦に必要なメカニクスなど。
  - GURPS Spaceships 5: Exploration and Colony Spacecraft - 未開の宇宙への探索や開拓に必要なメカニクスなど。
  - GURPS Spaceships 6: Mining and Industrial Spacecraft - 採掘、生産、サルベージ、惑星の破壊、リバイアサンクラスの造船と修理、改造など。
  - GURPS Spaceships 7: Divergent and Paranormal Tech - 魔法による動力で動く船、タキオン帆船の造船、超能力ジャマーなど。
- GURPS Creatures of the Night - クリーチャー(モンスターや自然界に生息する生物など)を集めたミニサプリメント。
  - GURPS Creatures of the Night, Volume 1
  - GURPS Creatures of the Night, Volume 2
  - GURPS Creatures of the Night, Volume 3
  - GURPS Creatures of the Night, Volume 4
  - GURPS Creatures of the Night, Volume 5
- GURPS High-Tech: Pulp Guns - パルプフィクション的なゲーム世界にマッチした火器類を紹介するサプリメント。GURPS High-Tech の追加データ。
  - GURPS High-Tech: Pulp Guns 1 - 拳銃、ショットガン、サブマシンガンなどのカタログ。
  - GURPS High-Tech: Pulp Guns 2 - 歩兵用ライフル、マシンガン、キャノン、手榴弾、火炎放射器をカバーする。
- GURPS Loadouts: Monster Hunters - GURPS High-Tech, GURPS High-Tech: Pulp Guns, Volume 1, GURPS High-Tech: Pulp Guns, Volume 2 の武器防具をパッケージ化して集めたカタログや、弾薬を改造する追加ルール、クリーチャーを刈るのに役立つ新しい武器防具のセレクションなどのカタログ。
- GURPS Alphabet Arcane - 26の特殊なアイテムを集めた GURPS Fantasy 用のミニサプリメント。

#### ワールド系サプリメント (Worldbooks)
ある特定のゲーム世界を記述したサプリメント。
- GURPS Banestorm ISBN 1-55634-744-8 - イールスと呼ばれるファンタジー世界を記述したサプリメント。
  - GURPS Banestorm: Abydos - 聖都アビドスの歴史、宗教、この世界の組織などを紹介する GURPS Banestorm の追加サプリメント。
- GURPS Infinite Worlds ISBN 1-55634-734-0 - インフィニットワールドと呼ばれる無数の平行宇宙が実在する世界を記述したサプリメント。GURPS Time Travel, GURPS Alternate Earths, GURPS Alternate Earths 2 の題材を融合して新しくなったもの。
  - GURPS Infinite Worlds: I.S.T. - インフィニットワールドに特定の世界 GURPS Internation Super Teams の設定を取り入れる方法をまとめた情報。e23でPDFで無料配布されている。
- GURPS Infinite Worlds: Britannica-6 - Britannica-6 という平行宇宙を記述したインフィニットワールドの追加サプリメント。
- GURPS Infinite Worlds: Collegio Januari - Collegio Januari という平行宇宙を記述したインフィニットワールドの追加サプリメント。
- GURPS Infinite Worlds: Lost Worlds - 様々な平行宇宙を記述したインフィニットワールドの追加サプリメント。
- GURPS Transhuman Space: Changing Times ISBN 978-1-55634-763-4 - Transhuman Spaceを 4版環境でプレイするためのコンバージョン指針を記述したサプリメント。
  - GURPS Transhuman Space: Shell-Tech - 4版用の Transhuman Space の追加データ。
  - Transhuman Space: Personnel Files 2 - The Meme Team - 即座に利用できる Transhuman Space 用のプレイヤーキャラクターの追加データなど。
  - Transhuman Space: Personnel Files 3 - Wild Justice
  - Transhuman Space: Personnel Files 4 - Martingale Security
  - Transhuman Space: Personnel Files 5 - School Days 2100
  - Transhuman Space: Teralogos News - Transhuman Spaceの設定のニュース記事形式で配信したもの。e23でPDFで無料配布されている。
    - Transhuman Space: Teralogos News – 2100, Fourth Quarter
    - Transhuman Space: Teralogos News – 2101, First Quarter
    - Transhuman Space: Teralogos News – 2101, Second Quarter
    - Transhuman Space: Teralogos News – 2101, Third Quarter
- GURPS Traveller: Interstellar Wars ISBN 1-55634-746-4 - 恒星間戦争期のトラベラーの世界をガープスでプレイするためのサプリメント。
- GURPS Casey & Andy - 悪の科学者が毎度のように地球征服を企むカートゥーン・アニメ的な世界を記述したサプリメント。
- GURPS Tales of the Solar Patrol - 太陽系宇宙をまたにかけて冒険するレトロフューチャー的な世界を記述したサプリメント。
- GURPS Thaumatology: Age of Gold - 1930年代の世界で狡猾な犯罪とぶつかり合うクライム・ファイター(犯罪者と戦うヒーロー)に扮する GURPS Taumatology 用のサプリメント。
- GURPS Locations: Metro of Madness - サイバーパンク、スチームパンク、In Nomineなど様々なアイデアを取り入れた地下鉄を舞台としたサプリメント。
- GURPS Locations: The Tower of Octavius - オクタヴィアヌスの塔。要塞に関するミニサプリメント。
- GURPS Hot Spots: Renaissance Florence - ルネサンスのフィレンツェを舞台としたワールドブック。
- Vorkosigan Saga Sourcebook and Roleplaying Game ISBN 978-1-55634-577-7 - L・M・ビジョルドの SF小説ヴォルコシガン・サガのソースブック。
- GURPS Big Lizzie - ダイナラマを作ったレイ・ハリーハウゼンの世界やロスト・ワールドをモチーフにした、恐竜やネアンデルタール人が登場する1980年代風のアドベンチャー。
- GURPS City Stats - サンフランシスコ、古代ギリシアのアテネ、架空の世界に登場する都市などの設定を紹介したサプリメント。

#### その他サプリメント
- Caravan to Ein Arris - ファンタジー世界を舞台にした導入用のシナリオ。e23で無料配布中。
- GURPS Lair of the Fat Man - 冷戦時代を舞台にしたスパイのスリラーを扱うシナリオ。
- GURPS Martial Arts: Fairbairn Close Combat Systems - フェアバーン・システムを GURPS Martial Arts [46]の書式で詳しく記述したサプリメント。
- GURPS MacGuffin Alphabet - アルファベットの各文字を頭文字にしたアドベンチャーフック集（主にSF用）。

#### 有用な道具類
- GURPS GM's Screen ISBN 1-55634-732-4 - 4つのパネルで構成されたマスタースクリーン。GURPS Lite [8] （『ガープス・ライト』）および GURPS Update [49] を同梱。
- GURPS Update [49] - 第3版から第4版でデータをコンバートするためのガイド。e23でPDFで無料配布されている。GURPS GM's Screen にも同梱されている。
- GURPS Skill Categories - 技能の並び順（ルールブックではアルファベット順になっている）をカテゴリーごとに再構成した表。e23で無料配布中。
- GURPS Fourth Edition Combat Cards - 戦闘時のとりうる行動オプションを一枚ずつカードにまとめたもの。e23で無料配布されている。
- GURPS Magic Spell Charts [13] - GURPS Magic （『ガープス・魔法大全』 [10]）の前提呪文の取り方を図解したチャート。e23で無料配布されている。
- GURPS Space: Planetary Record and Worksheet - スペースのルールで惑星系を作成するためのシート。e23で無料配布されている。
- GURPS Traveller Interstellar Wars Combat Counters - GURPS Traveller: Interstellar Wars の宇宙戦闘に使用するカウンター。e23で無料配布されている。
- GURPS Martial Arts Techniques Cheat-Sheet - GURPS Martial Arts [46] の「テクニック」を一覧化したもの。e23でPDFで無料配布されている。
- GURPS High-Tech: Weapon Tables - GURPS High-Tech から武器一覧表を抜き出したもの。e23でPDFで有料配布されている。
- GURPS Range Ruler - ヘクスを使った上級戦闘でサイズ・距離などの修正の計算を容易にした紙製のものさしを作ることができるもの。これを使うことでピタゴラスの定理の計算をせずに空を飛ぶ敵との距離の測定も容易になる。e23でPDFで無料配布されている。

#### ソフトウェア
- GURPS Character Assistant[50] - キャラクターおよびキャラクターシート作成を支援するアプリケーションソフトウェア。各種主要なサプリメントにも対応している。

### 第3版に対応したルールブックとサプリメント
第3版に対応しているもので同名のサプリメントで第4版に対応したものがあるものには、第4版と区別するために語頭を GURPS の代わりとして GURPS Classic: と表記することがある。語頭が Third Editionで始まる表記が使われることもある。

#### 基本ルール (Basic Rules)
- GURPS Basic Set [19] - 『ガープス・ベーシック』[18] の原書。
- GURPS Basic Set Third Edition, Revised [20] - GURPS Basic Set Third Edition の改訂版。『ガープス・ベーシック完訳版』[1]の原書。
- GURPS Lite [51] - 『ガープス・ライト』。GURPS Basic Set [19] (『ガープス・ベーシック』 [18])の簡易版。
- GURPS Compendium I [52] - 各種サプリメントに分散していた特徴などキャラクター作成関連の追加ルールを一冊にまとめたもの。第4版ではこれらの特徴などのデータは GURPS Basic Set: Characters[5] (『ガープス・ベーシック【第4版】キャラクター [4])にまとめられた。
- GURPS Compendium II [42] - 集団戦闘ルールなど戦闘とキャンペーンに関する追加ルール。第4版では集団戦闘ルールは GURPS Mass Combat [41]に掲載されている。

#### 職業
- GURPS Cops ISBN 1-55634-458-9 - 警官。
  - GURPS SWAT - 警察特殊部隊
- GURPS Rogues ISBN 1-55634-398-1 - ローグ、各種設定での犯罪関連テンプレート／キャラクター集。
- GURPS Espionage ISBN 1-55634-254-3 - エスピオナージ（スパイ）。
  - GURPS Operation Endgame ISBN 1-55634-279-9 - （ガープス・エスピオナージ用シナリオ）
- GURPS Black Ops - 超自然や超能力との戦い
- GURPS Covert Ops ISBN 1-55634-658-1 - 秘密作戦（主に情報機関）。
- GURPS Special Ops ISBN 1-55634-625-5 - 特殊作戦（主に軍隊）。
- GURPS Vikings ISBN 1-55634-512-7 - ヴァイキング。
- GURPS Warriors ISBN 1-55634-393-0 - ウォリアー、各種設定での戦闘関連テンプレート／キャラクター集。
- GURPS Wizards ISBN 1-55634-270-5 - ウィザード、各種設定での魔法関連テンプレート／キャラクター集。
- GURPS Camelot ISBN 1-55634-199-7 - キャメロット（円卓の騎士）
- GURPS Illuminati ISBN 1-55634-223-3 - イルミナティ（陰謀）。ロバート・シェイ作。
- GURPS Classic: Supers [34][注釈 3] - スーパーズ（アメコミ型のスーパーヒーロー：厳密な日本語訳ではないが、ガープス・妖魔夜行[33]/ガープス・百鬼夜翔[35] に組み込まれている）
  - GURPS Supers: Mixed Doubles ISBN 1-55634-218-7 - ミックスド・ダブルス（ガープス・スーパーズのサプリメント：NPC集）

- - GURPS International Super Teams ISBN 1-55634-192-X - インターナショナル・スーパーチーム（ガープス・スーパーズのサプリメント）
  - GURPS Supertemps ISBN 1-55634-169-5 - （ガープス・スーパーズのサプリメント：ヒーローNPC集）
  - GURPS Super Scum ISBN 1-55634-154-7 - （ガープス・スーパーズのサプリメント：悪漢NPC集）

#### ルールサプリメント
- GURPS Classic: Martial Arts [27] [29][注釈 2] - 『ガープス・マーシャルアーツ』[26]および『ガープス・マーシャルアーツ完訳版』[28]の原書。
- GURPS All-Star Jam 2004 [48] - 数種類のシナリオを集めたサプリメント。
- GURPS Psionics [45] - 『ガープス・サイオニクス』[25]の原書。

#### ジャンル
- GURPS Celtic Myth ISBN 1-55634-195-4 - ケルト神話。
- GURPS Horror ISBN 1-55634-453-8 - ホラー。
  - GURPS Old Stone Fort ISBN 1-55634-101-6 - （ガープス・ホラー用シナリオ）
- GURPS Fantasy ISBN 1-55634-177-6 - ファンタジー。
  - GURPS Fantasy: Harkwood ISBN 1-55634-103-2 - ハークウッド（ガープス・ファンタジー用シナリオ）
- GURPS Cliffhangers ISBN 1-55634-589-5 - クリフハンガー（1920-30年代風のアクションもの連続活劇）。
- GURPS Atomic Horror ISBN 1-55634-533-X - アトミック・ホラー（50年代B級SF映画の世界）

#### クリーチャー
- GURPS Faerie ISBN 1-55634-632-8 - フェアリー
- GURPS Aliens ISBN 1-55634-089-3 - エイリアン(宇宙人)。
- GURPS Spirits ISBN 1-55634-516-X - スピリット(精霊)
- GURPS Robots ISBN 1-55634-233-0 - ロボット
- GURPS Undead ISBN 1-55634-352-3 - アンデッド
- GURPS Blood Types ISBN 1-55634-113-X - ブラッド・タイプス（吸血鬼サプリメント）
- GURPS Monsters ISBN 1-55634-518-6 - モンスター
- GURPS Creatures of the Night ISBN 1-55634-273-X - クリーチャーズ・オブ・ザ・ナイト（悪夢のような怪物たち）
- GURPS Bunnies & Burrows ISBN 1-55634-237-3 - バニーズ&バローズ（ウサギ：RPG Bunnies & Burrows（未訳）のガープス翻案。グループSNE公式サイトにリプレイを掲載）
- GURPS Shapeshifters ISBN 1-55634-452-X - シェイプシフターズ
- GURPS Dinosaurs ISBN 1-55634-293-4 - ダイノソア（恐竜を初めとする先史時代の生物）
- GURPS Bestiary ISBN 1-55634-412-0 - ベスチャリー（動物&獣人）
- GURPS Space Bestiary ISBN 1-55634-181-4 - スペース・ベスチャリー（宇宙生物）
- GURPS Fantasy Bestiary ISBN 1-55634-184-9 - ファンタジー・ベスチャリー (ファンタジーの生物)
- GURPS Dragons ISBN 1-55634-599-2 - ドラゴン。一部第4版に対応。

#### 原作あり
- GURPS Humanx ISBN 1-55634-086-9 - ヒューマンクス(en:Humanx Commonwealth)（アラン・ディーン・フォスター）
- GURPS Arabian Nights ISBN 1-55634-266-7 - アラビアン・ナイト
- GURPS Scarlet Pimpernel ISBN 1-55634-212-8 紅はこべ（バロネス・オルツィ）
- GURPS Conan ISBN 1-55634-148-2 - 小説『英雄コナン』、映画『コナン・ザ・グレート』（ロバート・E・ハワード）
- GURPS Lensman ISBN 1-55634-283-7 - レンズマン（E・E・スミス）
- GURPS Riverworld ISBN 1-55634-160-1 - リバーワールド (フィリップ・ホセ・ファーマー)
- GURPS War Against the Chtorr ISBN 1-55634-246-2 - The War Against the Chtorr（デビッド・ジェロルド）
- GURPS Callahan's Crosstime Saloon ISBN 1-55634-221-7 - Callahan's Crosstime Saloon（スパイダー・ロビンスン）
- GURPS Uplift ISBN 1-55634-427-9 - アップリフト（デイヴィッド・ブリンの「知性化」シリーズ）
- GURPS Robin Hood ISBN 1-55634-215-2 - ロビン・フッド
- GURPS Horseclans ISBN 1-55634-085-0 - ホースクラン（ロバート・アダムス）
- GURPS Wild Cards ISBN 1-55634-151-2 - ワイルド・カード（英語版）（G・R・R・マーティン他）
  - GURPS Wild Cards: Aces Abroad ISBN 1-55634-211-X - （ガープス・ワイルド・カードのサプリメント）
- GURPS New Sun ISBN 1-55634-416-3 - 『新しい太陽の書』（ジーン・ウルフ）
- GURPS Planet Krishna ISBN 1-55634-263-2 - Viagens Interplanetarias（L・スプレイグ・ディ＝キャンプ）
- GURPS Planet of Adventure ISBN 1-55634-472-4 - 冒険の惑星（ジャック・ヴァンス）
- GURPS Witch World ISBN 1-55634-143-1 - ウィッチワールド(『魔法の世界』)（アンドレ・ノートン）
- GURPS Prisoner ISBN 1-55634-161-X - プリズナー（「プリズナーNo.6」の世界）
- GURPS Myth ISBN 1-55634-413-9 -（Bungie社のコンピューターゲーム“Myth”シリーズ）
- GURPS Alpha Centauri ISBN 1-55634-520-8 α-ケンタウリ（Firaxis Games社のコンピューターゲーム「Sid Meier's Alpha Centauri」と同じ世界観。）

#### 独自世界
- GURPS Cabal ISBN 1-55634-429-5 - キャバル（ヴァンパイア、ウォーロック、ドッペルゲンガー等のホラー系モンスターや魔術師の秘密結社）
- GURPS Reign of Steel ISBN 1-55634-330-2 - レイン・オブ・スチール（ロボットが反乱を起こしAIが人類を蹂躙した世界）
- GURPS Autoduel ISBN 1-55634-240-3 - オートデュエル（戦う自動車の近未来。スティーブ・ジャクソン・ゲームズ社のシミュレーションゲーム「カー・ウォーズ」の世界）
- GURPS Blue Planet ISBN 1-55634-588-7 - ブルー・プラネット（海に覆われた殖民惑星、潜水艦と深海SFの世界。Fantasy Flight Games社のTRPG Blue Planet のガープス翻案）
- GURPS CyberWorld ISBN 1-55634-235-7 - GURPS Cyberpunk [31] 用に作成された世界観
  - GURPS CthulhuPunk ISBN 1-55634-561-5 - クトゥルーパンク （クトゥルフ神話+CYBERWORLD）
- GURPS Steampunk ISBN 1-55634-605-0 - スチームパンク
  - GURPS Screampunk ISBN 1-55634-547-X - スクリームパンク（ガープス・スチームパンクのサプリメント：スチームパンク+ホラー）
  - GURPS Steam-Tech ISBN 1-55634-563-1 - スチームテック
- GURPS Time Travel ISBN 1-55634-115-6 - タイムトラベル
  - GURPS Timeline ISBN 1-55634-238-1 - タイムライン（ガープス・タイムトラベルのサプリメント）
  - GURPS Alternate Earths ISBN 1-55634-318-3 - オルタネート・アース、歴史改変SF（ガープス・タイムトラベルのサプリメント：パラレルワールド）
  - GURPS Alternate Earths II ISBN 1-55634-880-0 - 同上

- GURPS Technomancer ISBN 1-55634-359-0 - テクノマンサー（核爆発の影響で地獄から魔力が噴き出した地球。魔法と技術が共存する。）
- GURPS Space: Terradyne ISBN 1-55634-198-9 - テラダイン（22世紀の太陽系、対立する地球と宇宙。ロバート・A・ハインラインとレスター・デル・レイとBen Bovaによる伝統的なストーリーをキャンペーンに組み込んだハードSF）
- GURPS Vampire: The Masquerade ISBN 1-55634-275-6 - バンパイア（苦悩するバンパイア。White Wolf社のTRPG Vampire: The Masquerade のガープス翻案）
- GURPS IOU(GURPS Illuminati University) ISBN 1-55634-206-3 - イルミナティ大学（学園ドタバタホラーコメディ）
- GURPS Goblins ISBN 1-55634-317-5 - ゴブリン（1830年イギリス、ただし住人は全てゴブリン）
- GURPS Y2K ISBN 1-55634-406-6 -（2000年問題で世界が大変なことに!?というサプリメント、複数パターンを提示）

#### トラベラー
ガープスのルールシステムを使って古典的宇宙ものTRPGトラベラーのThird Imperium のSF設定でゲームプレイができるように設計された書籍のセット。トラベラーは 1977年にGame Designers' Workshopによって最初に出版された。スティーブ・ジャクソン・ゲームズも トラベラー のオフィシャルマガジン Journal of the Travellers' Aid Society をオンラインで発行している。
- GURPS Traveller: Science Fiction Adventure in the Far Future (Wiseman, Loren, 1998年, 2nd Edition, ISBN 1-55634-408-2(ソフトカバー) ISBN 1-55634-696-4(ハードカバー))
- GURPS Traveller: Alien Races 1 (Pulver, David L., 1998年, ISBN 1-55634-361-2) - 人類から派生したZhodaniと宇宙人Vargrという少数種族について詳細に解説。
- GURPS Traveller: Alien Races 2ISBN 1-55634-392-2
- GURPS Traveller: Alien Races 3 ISBN 1-55634-431-7
- GURPS Traveller: Alien Races 4 ISBN 1-55634-433-3
- GURPS Traveller: Behind the Claw ISBN 1-55634-353-1
- GURPS Traveller: Deck Plan 1 Beowulf-Class Free Trader ISBN 1-55634-460-0
- GURPS Traveller: Deck Plan 2 Modular Cutter ISBN 1-55634-480-5
- GURPS Traveller: Deck Plan 3 Empress Marava-Class Far Trader ISBN 1-55634-508-9
- GURPS Traveller: Deck Plan 4 Assault Cutter ISBN 1-55634-509-7
- GURPS Traveller: Deck Plan 5 Sulieman-Class Scout/Courier ISBN 1-55634-515-1
- GURPS Traveller: Deck Plan 6 Dragon-Class System Defense Boat ISBN 1-55634-529-1
- GURPS Traveller: Droyne Coyn Set
- GURPS Traveller: Far Trader ISBN 1-55634-373-6
- GURPS Traveller: First In ISBN 1-55634-368-X
- GURPS Traveller: GM's Screen ISBN 1-55634-457-0 - マスタースクリーン
- GURPS Traveller: Ground Forces ISBN 1-55634-444-9
- GURPS Traveller: Heroes 1 - Bounty Hunters ISBN 1-55634-613-1
- GURPS Traveller: Humaniti ISBN 1-55634-521-6
- GURPS Traveller: Interstellar Wars ISBN 1-55634-746-4 (第4版 上記参照)
- GURPS Traveller: Modular Cutter ISBN 1-55634-434-1
- GURPS Traveller: Nobles ISBN 1-55634-432-5
- GURPS Traveller: Planetary Survey 1 - Kamsii ISBN 1-55634-495-3
- GURPS Traveller: Planetary Survey 2 - Denuli ISBN 1-55634-496-1
- GURPS Traveller: Planetary Survey 3 - Granicus ISBN 1-55634-510-0
- GURPS Traveller: Planetary Survey 4 - Glisten ISBN 1-55634-531-3
- GURPS Traveller: Planetary Survey 5 - Tobibak ISBN 1-55634-511-9
- GURPS Traveller: Planetary Survey 6 - Darkmoon ISBN 1-55634-532-1
- GURPS Traveller: Psionics Institutes
- GURPS Traveller: Rim of Fire ISBN 1-55634-436-8
- GURPS Traveller: Star Mercs ISBN 1-55634-364-7
- GURPS Traveller: Starports ISBN 1-55634-401-5
- GURPS Traveller: Starships ISBN 1-55634-475-9
- GURPS Traveller: Sword Worlds ISBN 1-55634-725-1

#### 歴史的

##### 場所
- GURPS Aztecs ISBN 1-55634-260-8 - アステカ
- GURPS China ISBN 1-55634-180-6 - 中国
- GURPS Greece ISBN 1-55634-096-6 - 古代ギリシア
- GURPS Imperial Rome - ISBN 1-55634-446-5 ローマ帝国
- GURPS Japan - ISBN 1-55634-388-4 ジャパン(日本)
- GURPS Egypt ISBN 1-55634-342-6 - 古代エジプト
- GURPS Russia ISBN 1-55634-258-6 - ロシア
- GURPS Atlantis ISBN 1-55634-478-3 - アトランティス
- GURPS Fantasy Tredroy ISBN 1-55634-137-7 - トレドロイ（ファンタジー・架空の都市）

##### 時代
- GURPS Ice Age ISBN 1-55634-134-2 - アイス・エイジ（氷河期）
- GURPS Middle Ages ISBN 1-55634-655-7 ミドル・エイジ（中世イングランド）
- GURPS Swashbucklers ISBN 1-55634-394-9 - スワッシュバックラーズ（三銃士と海賊）
- GURPS Age of Napoleon ISBN 1-55634-451-1 - ナポレオン・ボナパルト時代のヨーロッパ
- GURPS Old West - ISBN 1-55634-439-2 オールド・ウェスト（西部開拓時代、西部劇）

##### 第二次世界大戦
- GURPS WWII (GURPS World War II) ISBN 1-55634-565-8 - （第二次世界大戦）
  - GURPS WWII: All the King's Men ISBN 1-55634-640-9 - イギリス軍
  - GURPS WWII: Dogfaces ISBN 1-55634-636-0 - アメリカ軍
  - GURPS WWII: Doomed White Eagle - ポーランドが舞台。
  - GURPS WWII: Frozen Hell ISBN 1-55634-639-5 - フィンランドの冬戦争、継続戦争、ラップランド戦争が舞台。
  - GURPS WWII: Grim Legions ISBN 1-55634-641-7 - イタリア軍
  - GURPS WWII: Hand of Steel ISBN 1-55634-592-5 - 特殊部隊（コマンド部隊、レンジャー、ブランデンブルク）
  - GURPS WWII: Iron Cross ISBN 1-55634-593-3 - 鉄十字。第三帝国(ナチス・ドイツ)。
  - GURPS WWII: Leyte Gulf - フィリピンのレイテ沖海戦が舞台。
  - GURPS WWII: Michael's Army - ルーマニア軍
  - GURPS WWII: Motor Pool ISBN 1-55634-642-5 - WWII Modular Vehicle Design Systemを使用したソースブック。乗り物のルールを扱う GURPS Vehicles を活用している。
  - GURPS WWII: Return to Honor ISBN 1-55634-594-1 - フランスのソースブック。レジスタンス運動。
  - GURPS WWII: Their Finest Hour - バトル・オブ・ブリテン
  - GURPS WWII: Weird War II ISBN 1-55634-661-1 - ナチス・ドイツにまつわるオカルト。フー・ファイター、契約の箱、秘密の南極観測基地。
  - GURPS Weird War II: The Secret of the Gneisenau - ドイツの巡洋戦艦グナイゼナウの秘密。
  - GURPS WWII: Red Tide - ソ連軍のサプリメント。ナチス・ドイツとの戦い、大日本帝国の満州での戦いなどを扱う。2009年12月にe23で発売。

##### 人物
- GURPS Who's Who - 歴史上に実在した有力者をガープスのPCに落とし込んだもの。
  - GURPS Who's Who 1 ISBN 1-55634-367-1
  - GURPS Who's Who 2 ISBN 1-55634-407-4

#### 技術 (Tech)
- GURPS Low-Tech ISBN 1-55634-343-4 - ロウテック（原始時代(TL0)から中世(TL3)までの道具、特に武器・防具）
- GURPS High-Tech ISBN 1-55634-358-2 - ハイテック（ルネサンス期(TL4)から現代(TL7)までの道具、特に火器）
  - GURPS Modern Firepower ISBN 1-55634-580-1 - モダン・ファイアーパワー（現代〜近未来の火器）
- GURPS Bio-Tech ISBN 1-55634-336-1 - バイオテック（生体改造や遺伝子操作）
- GURPS Ultra-Tech ISBN 1-55634-315-9 - ウルトラテック（未来の武器・ガジェット）
- GURPS Ultra-Tech 2  - 同上
- GURPS Mecha ISBN 1-55634-239-X - メカ（スーパーロボット系）。
- GURPS Robots ISBN 1-55634-233-0 - ロボット。

#### 魔法
- GURPS Classic: Magic (Third Edition GURPS Magic) [22][23] - GURPS Basic Set [19] には掲載されていない400種類の呪文、錬金術によって作成できるエリクサー（霊薬）のデータ集。『ガープス・マジック』 [21] および『ガープス・マジック完訳版』[11]の原書。
- GURPS Grimoire [12] - GURPS Classic: Magic [22] にさらに400種類ほどの呪文を追加したサプリメント。『ガープス・グリモア』[24]の原書。第4版ではこのグリモアの内容も全て GURPS Magic [43]（『ガープス・魔法大全』[10]）一冊にまとめられた。
- GURPS Magic Items 1 ISBN 1-55634-190-3 - マジックアイテム
- GURPS Magic Items 2 ISBN 1-55634-207-1 - マジックアイテム
- GURPS Magic Items 3 ISBN 1-55634-418-X - マジックアイテム
- GURPS Wizards ISBN 1-55634-270-5 - ウィザード

#### サイバーパンク (Cyberpunk)
- GURPS Cyberpunk [31] - 『ガープス・サイバーパンク』[30] の原書。
- GURPS Cyberpunk Adventures ISBN 1-55634-225-X - GURPS Cyberpunk のサプリメント。
- GURPS Cyberworld ISBN 1-55634-235-7 - GURPS Cyberpunk 向けサプリメント。

#### 宇宙
- GURPS Classic: Space ISBN 1-55634-390-6 - 宇宙
  - Space Adventures ISBN 1-55634-210-1 - スペース・アドベンチャー（ガープス・スペース用シナリオ集）
- GURPS Mars ISBN 1-55634-534-8 - 火星

#### 宗教とスピリチュアリティ
宗教とスピリチュアリティ。
- GURPS Religion ISBN 1-55634-202-0 - 宗教
- GURPS Spirits ISBN 1-55634-516-X - スピリット
- GURPS In Nomine ISBN 1-55634-400-7 - （天国と地獄の闘争。フランス製TRPG In Nomine Satanis/Magna Veritas をスティーブ・ジャクソン・ゲームズが米国向けに翻案した In Nomine のガープス翻案）
- GURPS Voodoo ISBN 1-55634-300-0 - ブードゥー教（呪術、死霊）

#### その他
- GURPS Vehicles ISBN 1-55634-325-6 ヴィークル（乗り物）
  - GURPS Vehicles Lite ISBN 1-55634-680-8 現代の装輪・装軌車両とヘリのみを扱うGURPS Vehicles の簡易版。
  - GURPS Vehicle Builder ISBN 1-55634-699-9 GURPS Vehicles の乗り物の作成を支援するアプリケーション。
  - GURPS Vehicles Expansion1 ISBN 1-55634-601-8 GURPS Vehicles の拡張サプリメント。
  - GURPS Vehicles Expansion2 ISBN 1-55634-602-6 スチームパンクなどを扱う GURPS Vehicles の拡張サプリメント。
- GURPS Update [54] - 第2版から第3版へキャラクターデータを移行する方法を80ページにわたって記載したサプリメント。